# Lac Emerald (Colorado)
Pour les articles homonymes, voir Lac Emerald.
Le lac Emerald (en anglais : Emerald Lake) est un lac américain dans le comté de Larimer, dans le Colorado. Il est situé à 3 082 mètres d'altitude au sein du parc national de Rocky Mountain.